# Baba Metziá (Talmud)
Baba Metziá (en hebreo: בבא מציעא) es el segundo de los tres primeros tratados del Talmud y la Mishná del orden de Nezikín, los otros dos son Baba Kama y Baba Batra. Originalmente los tres formaban un solo tratado llamado Nezikín (agravios o lesiones), siendo cada uno parte del tratado. Baba Metziá discute los asuntos civiles como el derecho de la propiedad y la usura. También examina la obligación de custodiar los bienes perdidos que se han encontrado, o los bienes que se le han confiado a una persona de una manera explícita. Baba Metziá contiene 119 páginas divididas en diez capítulos.
Alguien que encuentra una propiedad perdida tiene que guardarla hasta que pueda restaurarla a su dueño legítimo, tal como se establece en (Deuteronomio 22:1-3). Las regulaciones de lo que constituye un hallazgo, y qué hacer con las cosas encontradas, cómo protegerse contra los falsos reclamantes, cómo cuidar de la propiedad encontrada, bajo qué condiciones el descubridor de una cosa está obligado a cuidar de ella, y bajo qué condiciones no está obligado, todo esto se explica en los dos primeros capítulos. un fideicomisario honorario que no recibe ningún pago solo es responsable de la pérdida de la propiedad confiada si esta pérdida ha sido causada por la negligencia del fideicomisario. El modo de proceder en tales casos, y las regulaciones concernientes a las responsabilidades y a los derechos del shomer (el guardián) están contenidos en este tratado.